# 虞山琴派
虞山琴派，又称琴川派、熟派，是中国明代晚期以常熟虞山命名的古琴流派。

## 历史
创始人为常熟人嚴澂。嚴澂所著的《松弦馆琴谱》自序曰：“古乐湮而琴不传，所传者声而已。……盖一字也，曼声而歌之，则五音殆几乎徧。……考古诗被诸管弦者，大抵倚声而歌，非以歌取声。”
虞山琴派崇尚“音必当正律，重音而轻辞”，主张清、微、淡、远，得中和之用，排斥靡曼新声，促节繁响。《松弦馆琴谱》一出，海内推为正声，虞山琴派，因之名扬天下。
在嚴澂之後，虞山琴派有陳愛桐、陳星源等多位琴家，其中以徐青山及他的《大還閣琴譜》最具代表性。